# ديف هاميلتون
ديف هاميلتون (بالإنجليزية: Dave Hamilton)‏ هو لاعب كرة قاعدة أمريكي، ولد في 13 ديسمبر 1947 في سياتل في الولايات المتحدة.

## وصلات خارجية
- ديف هاميلتون على موقع دوري كرة القاعدة الرئيسي (الإنجليزية)
- ديف هاميلتون على موقعبيزبول رفرنس.كوم (الدوري الرئيسي) (الإنجليزية)
- ديف هاميلتون على موقعبيزبول رفرنس.كوم (الدوري الثانوي) (الإنجليزية)
- ديف هاميلتون على موقع جمعية أبحاث البيسبول الأمريكية (الإنجليزية)
- ديف هاميلتون على موقع مشجعي الرسوم البيانية (الإنجليزية)